# Royal Military Police
Ne doit pas être confondu avec Police régimentaire.
La Royal Military Police, abrégé RMP, est la police militaire de la British Army. Ses membres sont souvent surnommés Redcaps en raison de la couleur rouge écarlate de leur couvre-chef.

## Historique

### Institutions précédentes
À l’époque moderne, le respect de l’ordre au sein d’un régiment est assuré par le « prévôt maréchal » et ses hommes. Le système montre ses limites pendant la guerre Péninsulaire, l’armée de Wellington se livrant à tant de pillages que celui-ci dira plus tard « nous sommes pires qu’un ennemi lorsque nous traversons un pays ». Pour essayer de résoudre ce problème, il demande que soit mis en place un corps spécialisé similaire à la gendarmerie nationale française. Le Cavalry Staff Corps est ainsi fondé en 1813 est compte 180 hommes et onze officiers, qui sont identifiables par un foulard rouge noué autour de l’épaule droite. Malgré un recours massif à la pendaison, l’effet reste limité et à plusieurs reprises, notamment à la bataille de Vitoria, l’armée française peut s’échapper sans être poursuivie, les soldats anglais étant trop occupés par le pillage. Dissout après la capitulation française en avril 1814, le Cavalry Staff Corps est reformé après la bataille de Waterloo en prévision de l’entrée en France. Le corps est toutefois une nouvelle dissout peu après.
Alors qu’une tentative de monter une unité de police militaire, le Mounted Staff Corps (MMC), dans le corps expéditionnaire britannique en Crimée échoue rapidement, un essai similaire a lieu en même temps au camp d’Aldershot en juillet 1855. Opérant sous la direction du prévôt maréchal, la Military Mounted Police (MMP) compte vingt-et-un sous-officiers dont le rôle est d’encadrer la Garrison Military Police, composée de soldats mis à disposition par les différentes unités. La MMP croît en effectif dans les décennies qui suivent et un second corps, cette fois à pieds, est fondé en 1882, la Military Foot Police (MFP). La MMP ne devient toutefois une unité permanente qu’en 1877, suivie de la MFP en 1885. Dans le même temps, la justice militaire évolue, les prévôts maréchaux se voyant retirer le droit de punir directement les soldats en infraction, qui doivent désormais être jugés par un tribunal militaire.
Au début de la Première Guerre mondiale, la MMP et la MFP comptent en tout 761 hommes, y compris les réservistes. Avec pour chaque division environ vingt-cinq hommes devant assurer la circulation, prendre en charge les prisonniers de guerre, éviter les pillages, contrôler les civils et les potentiels déserteurs, le système montre toutefois rapidement ses limites. Cette situation nécessite d’augmenter les effectifs au plus vite, menant à assigner des missions de police à des soldats non formés pour celles-ci, avec pour conséquence que certains déclenchent parfois des mutineries par leur gestion inappropriée de ces tâches.

### Fondation de la Royal Military Police
Afin de résoudre les problèmes révélés pendant le conflit, des réformes sont entreprises dans l’entre-deux-guerres. La plus notable consiste à fusionner en février 1926 la MMP et la MFP pour former le Corps of Military Police (CMP), qui est organisé en compagnies prévôtales. Autre élément important de ces réformes, le rôle de la police militaire est défini clairement pour la première fois dans un manuel publié en 1936.
Au moment de la mobilisation en 1939, le CMP compte 3 500 hommes. De nouvelles troupes spécialisées sont créées pendant le conflit : les compagnies Traffic Control (TC) pour régler la circulation, les sections Vulnerable Point (VP), qui assurent la sécurité des installations et la Special Investigation Branch (SIB), chargée des enquêtes sur la fraude, les vols et le marché noir. À la fin de la guerre, le CMP compte environ 50 000 hommes et reçoit en 1946 en récompense pour ses services l’autorisation d’ajouter le préfixe royal, devant ainsi le Corps of Royal Military Police (RMP). Pendant longtemps, la RMP n’a toutefois pas d’officiers en propre : ceux-ci sont mis à disposition par d’autres unités et conservent ainsi les insignes de celles-ci. Ce n’est qu’en 1954 que des officiers peuvent être affectés directement à la police militaire, ce qui entraîne le transfert de plusieurs centaines d’entre eux pour régulariser la situation antérieure.

### De nouvelles missions

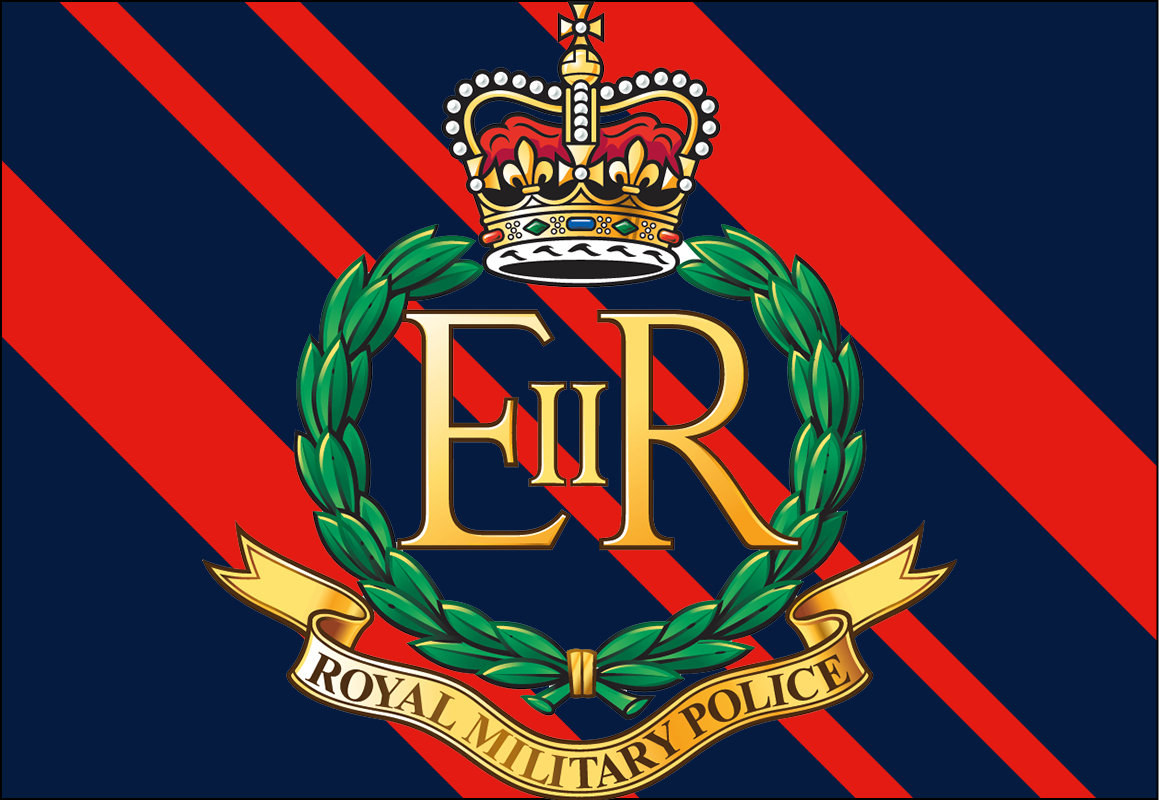
Insigne sous le règne d'Élisabeth II

Les décennies suivant la Seconde Guerre mondiale sont marquées par la décolonisation et le terrorisme et la guérilla qui l’accompagnent, comme en Malaisie ou en Palestine. C’est cependant surtout le conflit nord-irlandais qui entraînent une importante hausse de l’activité de la police militaire. Les besoins sont tels que la RMP se voit doter d’un régiment complet en 1971, augmenté d’un second en juillet 1972. Le renforcement progressif du Royal Ulster Constabulary et la volonté de se désengager réduisent cependant les besoins et les deux régiments sont supprimés respectivement en 1978 et 1985.
Dans le cadre de la réforme générale de l’armée britannique après la Guerre du Golfe, la RMP, qui était jusqu’alors une unité indépendante, est intégré au sein de l’Adjutant General's Corps (en). En dehors des aspects administratifs, ce changement a toutefois un impact limité, la RMP conservant ses insignes distinctifs et ses missions restant les mêmes.